# Deiphobe indica
Deiphobe indica es una especie de mantis de la familia Mantidae.

## Distribución geográfica
Se encuentra en la India.